# Janik Riebli
Janik Riebli (27 ottobre 1998) è un fondista svizzero.

## Biografia
Originario di Giswil e attivo dal febbraio del 2014, in Coppa del Mondo Riebli ha esordito il 15 dicembre 2018 a Davos in sprint (62º) e ha conquistato il primo podio il 21 gennaio 2023 a Livigno nella medesima specialità (3º); ai Mondiali di Planica 2023, sua prima presenza iridata, si è classificato 43º nella sprint e 13º nella sprint a squadre e a quelli di Trondheim 2025 si è piazzato 26º nella sprint e 8º nella sprint a squadre. Non ha preso parte a rassegne olimpiche.

## Palmarès

### Coppa del Mondo
- Miglior piazzamento in classifica generale: 46º nel 2023
- 4 podi (1 individuale, 3 a squadre):
  - 2 secondi posti (a squadre)
  - 2 terzi posti (1 individuale, 1 a squadre)

#### Coppa del Mondo - competizioni intermedie
- 1 podio di tappa:
  - 1 terzo posto